# Amadou Guitteye
 (mai 2023).
Amadou Guitteye, dit « you »,  est un musicien guitariste malien né en 1958 à Tikabango dans la région de Mopti (Mali).
Amadou Guitteye passe son enfance à Mopti où il apprend à jouer de la guitare à l’âge de 14 ans. Il rejoint ensuite Bamako pour poursuivre ses études et intègre le groupe Bama Saba comme guitariste.
En 1979, il s’installe en France puis en 1985 en Allemagne, à Cologne.
En 2001, il sort un premier album, Mopti suivi d’un second en 2005, intitulé Taama (En bambara, ce veut dire voyage, expérience, aventure). Dans cet album, il est entouré de Baba Sissoko (tamani), Vieux Farka Touré (calabasse), Toumani Diabaté (Kora) et de Samba Touré (guitare et chant). Samba Touré y a composé joué et cochanté les deux premiers titres sans être crédité comme compositeur de ces titres.
Inventeur d’un style particulier qu’il appelle Manding Groove, alliant des rythmes traditionnels et différents styles musicaux, Amadou Guitteye chante en bambara, en sonrhaï et en peul. Ses chansons évoquent la paix, l’espérance, la vie, l’amour, la tradition.

## Discographie
- 2001 : Mopti
- 2005 : Taama